# Lake Kitezh
Der Lake Kitezh (russisch озеро Китеж, osero Kitesch) ist ein See auf King George Island, der größten der Südlichen Shetlandinseln. Mit knapp 500 Metern Länge (0,3 Meilen) ist er der größte See der Fildes-Halbinsel und liegt nordwestlich der Ardley Cove.
Er wurde sowohl von der 500 Meter südöstlich liegenden sowjetischen Bellingshausen-Station als auch von der chilenischen Station Rodolfo Marsh (heute wieder Base Eduardo Frei) als Wasserreservoir genutzt.
Der See wurde nach Kartierungen der Sowjetischen Antarktisexpedition auf einer Karte von 1973 – nach der sagenhaften versunkenen russischen Stadt Kitesch – озеро Китеж und auf einer englischsprachigen Karte derselben Autoren Lake Kitezh genannt. Das britische Antarctic Place-names Committee (APC) übernahm 1980 diese Bezeichnung.
Aus dem See fließt der Station Creek (russisch ручей Станционный, wegen seiner Nähe zur Bellingshausen-Station) in die Ardley Cove.